# Lärchfilzkogel
Der Lärchfilzkogel ist ein 1654 m ü. A. hoher Berg in den Kitzbüheler Alpen in Tirol. Vom nördlich des Berges gelegenen Ort Fieberbrunn führt eine Bergbahn in zwei Sektionen auf den Gipfel. Seine Nord- und Osthänge sind Teil eines Wintersportgebietes. Der Lärchfilzkogel ist Ausgangspunkt für zahlreiche Bergtouren:
- zum Wildseeloderhaus am Wildsee, Gehzeit 1½ Stunden
- zur Henne, Gehzeit 2 Stunden
- zum Wildseeloder, Gehzeit 2½ Stunden
- Höhenweg zum Kitzbüheler Horn, Gehzeit 9–10 Stunden
- Fieberbrunner Höhenweg, Gehzeit 6–7 Stunden

Der Aufstieg zu Fuß von Fieberbrunn zum Lärchfilzkogel dauert etwa 2 Stunden.